# Euthalia meridionalis
Euthalia meridionalis är en fjärilsart som beskrevs av Hans Fruhstorfer 1906. Euthalia meridionalis ingår i släktet Euthalia och familjen praktfjärilar. Inga underarter finns listade i Catalogue of Life.